# 林間学校

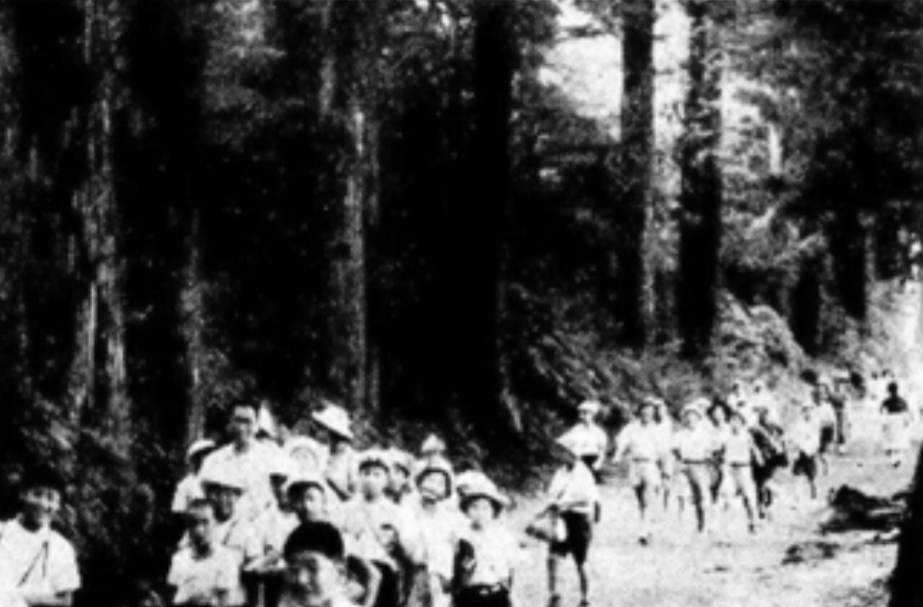
1955年に軽井沢で行われた林間学校。

林間学校（りんかんがっこう）または林間学舎（りんかんがくしゃ）、林間学習（りんかんがくしゅう）とは、小学校や中学校などで、春から秋にかけて山間部や高原の宿泊施設に宿泊し、ハイキングや登山、博物館見学等を行う学校行事の一つで、校外学習としては規模の大きい活動である。学習指導要領においては、特別活動の学校行事で「遠足・集団宿泊的行事」に位置づけられる。同様な行事に臨海学校、修学旅行、学校登山などがある。夏の季語。

## 歴史
19世紀中頃のヨーロッパでは、長期休暇中に虚弱児童を自然が豊かな場所へと引率して、そこで数週間の生活を送らせることにより健康の増進を図る処置が活発となった。これはドイツ語でフェリーンコロニー（Ferienkolonie）と呼ばれ、日本語の直訳では「休暇聚落」となる。医学史家の杉浦守邦によれば、このフェリーンコロニーが日本に最初に紹介されたのは1888年（明治21年）のことで、当時、ベルリンに留学中の瀬川昌耆が辻新次宛の書簡で、ドイツの学校衛生事情に関して言及したのが始まりとされる。その後、瀬川や衛生学者の坪井次郎らが貧困家庭の虚弱児を対象とした慈善事業としてフェリーンコロニーを周知するとともに、結核予防の観点から日本への導入を求めた。1910年代初頭には、フェリーンコロニーは「夏季休養団」や「避暑保養所」といった名称でいくつかの小学校で実施されるようになっていった。
1910年代中頃からは、フェリーンコロニーと同時期に日本に紹介されていた「ワルドシューレ（Waldschule）」の訳語である林間学校の呼称が定着した。ワルドシューレは虚弱児を守るため森林に建設された常設型施設で、一般の学校と同様に学科も教える現在の病弱児養護学校のような施設である。当初、ワルドシューレは「森林学校」などと訳されていたが、森林学校では農学校と同様に林学でも教えるように見え混同を招くため、三島通良が言語の「林の内の学校」により近い林間学校の使用を提案し勧めていたものである。この林間学校の語が後にフェリーンコロニーの活動をも指すようになり、広まることとなった。
1888年（明治21年）に、宣教師で頌栄女学館の英語教師であったC.T.アレクサンダーが、長野県軽井沢の別荘に頌栄の生徒20数名を滞在させたが、これが日本における林間学校のはじまりとされている。また1905年（明治38年）には、東京市の精華小学校が群馬県妙義山の麓に休暇集落を設けており、こちらを日本初とする文献もある。
導入当初の林間学校の目的は虚弱体質の改善を図り強壮な身体を作ることであり、衛生的な理由で行われた。参加する児童は主に虚弱児を対象とした限定的なもので体質改善を主題としたため、期間は2-4週間と長期であった。また、衛生的な効果を上げるための様々な取組を行い、その効果を判断するための身体測定も課されていた。慈善事業を謳って導入されたものの、参加には決して安くはない費用を必要としたため、衛生学者たちが目論んだ貧困者は参加できず、実際の参加者は都市部の中産階級の児童が多数を占めた。やがて、こうした中産階級の父兄らの意見が入れられるようになり、大正の末頃には人格陶冶といった教育的な意義も林間学校に付されるようになっていった。
1938年（昭和13年）には林間学校の施設数は公私立併せて16施設に達したが、戦時下では中断された。実施数および対象児童数の拡散は昭和の戦後に入ってからである。殊に1958年（昭和33年）の学習指導要領に心身の健全な発達などを目的とした「学校行事」として告示されたことにより、林間学校もその一つとして各校で広く実施されるようになった。体育学者の星野敏男によれば、この頃から飯ごう炊さんやキャンプファイアなどの野外活動の傾向が強まったという。1970年代からは実施施設として、国公立の「少年自然の家」の整備、設置が進められた。

## 定番の行事
- テントの設営（宿泊場所をバンガロー等の建物とした場合は行わない）
- 登山
- 飯盒炊爨（はんごうすいさん）
- バーベキュー
- キャンプファイヤー
- オリエンテーリング

## その他
- 東武鉄道では、その名も「林間学校」という団体専用列車が同活動向けに設定される事がある[12]。
- 札幌市においては、昭和52年度から林間学校が開催されており、現在もこの事業は継続中である[13]。
- 兵庫県では林間学校は自然学校と呼ばれている。

### 註釈
1. ↑  当時は産業化により都市部が劣悪な環境となっており、結核蔓延の原因となっていた[2]。